# Arenetra nigrita
Arenetra nigrita är en stekelart som beskrevs av Cresson 1870. Arenetra nigrita ingår i släktet Arenetra och familjen brokparasitsteklar. Inga underarter finns listade.